# Rhopalomyia cramboides
Rhopalomyia cramboides är en tvåvingeart som beskrevs av Gagne 1983. Rhopalomyia cramboides ingår i släktet Rhopalomyia och familjen gallmyggor.
Artens utbredningsområde är Idaho. Inga underarter finns listade i Catalogue of Life.